# قائمة مجموعات الكواكب الصغيرة
قائمة مجموعات الكواكب-الصغيرة هي بصورة عامة تجميع الكواكب الصغيرة التي تشترك في مدارات متماثلة.وفي الغالب الأعضاء في كل مجموعة لا توجد علاقة تربطهم بعضهم البعض. على عكس عائلة الكويكبات، والتي غالبا ما تنتج من تفكك كويكب واحد.فمن المعتاد أن تسمية مجموعة من الكويكبات تتم نسبة لأول عضو في هذه المجموعة يتم اكتشافه، والذي غالبا ما يكون ألاكبر.
| المجموعة المدارية       | كوكب صغير (#) | MPs (%) | تصنيف                                                                 | المعايير المدارية    |
| ----------------------- | ------------- | ------- | --------------------------------------------------------------------- | -------------------- |
| أجرام قريبة من الأرض(a) | 2,393         | 0.49%   |                                                                       | قبا < 1.3 وحدة فلكية |
| عابرة-لمدار المريخ      | 4,637         | 0.95%   | 1.3 AU < q < 1.666 AU; a < 3.2 AU                                     |                      |
| حزام الكويكبات الداخلي  | 163,366       | 33.45%  | a < 2.5 AU; q > 1.666 AU                                              |                      |
| وسط حزام الكويكبات      | 170,693       | 34.95%  | 2.5 AU < a < 2.82 AU; q > 1.666 AU                                    |                      |
| حزام الكويكبات الخارجي  | 142,286       | 29.13%  | 2.82 AU < a < 4.6 AU; q > 1.666 AU                                    |                      |
| طروادة مشترية           | 4,632         | 0.95%   | 4.6 AU < a < 5.5 AU; e < 0.3                                          |                      |
| قنطور                   | 85            | 0.02%   | 5.5 AU < a < 30.1 AU                                                  |                      |
| جرم وراء نبتوني         | 338           | 0.07%   | a > 30.1 AU                                                           |                      |
| الإجمالي                | 488,449(b)    | 100%    | المصدر: قاعدة بيانات مختبر الدفع النفاث لأجرام النظام الشمسي الصغيرة. |                      |

## مجموعات إلى مدار الأرض
هناك عدد قليل نسبيا من الكويكبات التي تدور على مقربة من الشمس. العديد من هذه المجموعات افتراضية فالوقت الحالي، ولم يتم اكتشاف أي عضو؛ كما ان، الأسماء التي أعطيت مؤقتة.
- كويكبات فوكالويد هي كويكبات افتراضية تدور بالكامل داخل مدار كوكب عطارد (لها الأوج أقل من 0.3874 وحدة فلكية).وقد أجريت بعض عمليات البحث عن كويكبات فوكالويد ولكن تم اكتشافها حتى الآن.
- كويكبات أتيرا هي فئة من الكويكبات القريبة من الأرض،[2] الواقعة على مسافةٍ قريبة جداً من الأرض. إن مسافتي حضيض وأوج هذه الأجرام - كلتاهما - تقعان ضمنَ مدار الأرض حول الشمس، أي أن مدارات هذه الأجرام تكون واقعة بالكامل بالمسافة التي بين الأرض والشمس، وهي مسافة تعادل 0.983 وحدة فلكية..[2]
- كويكبات عابرة لمدار عطارد لها حضيض أصغر من عطارد 0.3075 وحدة فلكية.[3]

وتشمل المجموعة الكويكبات العابرة لمدار عطارد
- كويكبات عابرة لمدار الزهرة لها حضيض أصغر من الزهرة 0.7184 وحدة فلكية.[4]
- كويكبات عابرة لمدار الأرض هي كويكبات عابرة لمدار الأرض لها حضيض أصغر من الأرض 0.9833 وحدة فلكية

وتشمل المجموعة الكويكبات العابرة لمدار الزهرة والكويكبات العابرة لمدار عطارد
وهي تنقسم أيضا إلى:
- كويكبات آتن نصف المحور الرئيسي أقل من 1 وحدة فلكية
- كويكبات أبولو نصف المحور الرئيسي أكبر من 1 وحدة فلكية
- كويكبات أرجونا كويكبات لها مدارات هي جدا يشبه بالأرض وفترات مدارية تساوي تقريبا سنة ارضية[5][6]
- طروادة أرضية كل وكويكب يدور حول الشمس في المنطقة المجاورة لنقاط لاغرانج
- أجرام قريبة من الأرض هي أجرام سماوية صغيرة نسبياً تمر مداراتها حول الشمس بنقاطٍ قريبة من كوكب الأرض. حسب التعريف الرسمي، يجب أن يدنو مدار أي جرمٍ إلى مسافة 0.3 وحدة فلكية (نحو 45 مليون كيلومتر) على الأكثر من الكرة الأرضية حتى يحوز لقب "جرم قريب من الأرض

## مجموعات إلى مدار المريخ
- كويكبات آمور) هي مجموعة من الكويكبات القريبة من الأرض، التي حظيت باسمها نسبةً إلى أول كويكب اكتشف منها في التاريخ وهو 1221 آمور. تقترب هذه الأجرام من الجانب الخارجي لمدار الأرض، لكنها لا تقطعه أبداً، وهي تقع في معظمها حول مدار كوكب المريخ
- كويكبات عابرة لمدار المريخ لديها مدارات تعبر مدار المريخ،
- طروادة مريخية يمكن إيجادها حول نقاط لاغرانج التي تقع أمام وخلف المريخ. أصل هذه الأجرام لا يزال غير متأكد منه، توجد افتراضية تقول أنها وجدت حول المريخ في بدايات تشكيل المجموعة الشمسية حيث قبضتها جاذبية الكوكب.[7][8] افتراضية أخرى تقول أن أصل هذه الأجرام هي كويكبات شاردة في بداية تشكيل المجموعة الشمسية صادف أنها عبرت نقاط لاغرانج الخاصة بالمريخ فاستقرت هناك منذ ذاك الحين، لكن هذه الافتراضية لا زالت تخضع للدراسة وإعادة النظر بسبب كتلة المريخ القليلة نسبياً.[9][10]

## حزام الكويكبات
| طروادة المشتري | حزام الكويكبات | كويكبات هيلدا |

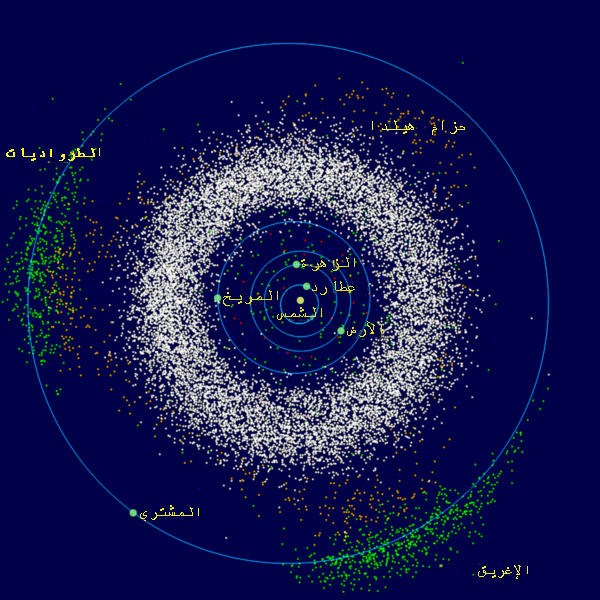
طروادة المشتري أمام و وراء كوكب المشتري على طول مساره المداري، وحزام الكويكبات بين المريخ والمشتري، وكويكبات هيلدا.

حزام الكويكبات هو منطقة تقع بين كوكبي المريخ والمشتري، وتدور في هذه المنطقة كمية هائلة من الكويكبات الصغيرة التي تتكون في الأساس من الصخور وبعض المعادن.

### حزام الكويكبات الداخلي
داخل فجوة كيركوود عند 2.50 وحدة فلكية، الرنين المداري
3: 1 مع كوكب المشتري. أكبر عضو هو 4 فيستا.

### حزام الكويكبات المتوسط
بين 3: 1 و 5: 2 رنين مداري مع كوكب المشتري، على بعد 2.82 وحدة فلكية. أكبر عضو سيريس

### حزام الكويكبات الخارجي
بين 5: 2 و 2: 1 رنين مداري مع كوكب المشتري. أكبر عضو هو 10 هايقيا

## مجموعات إلى مدار كوكب المشتري

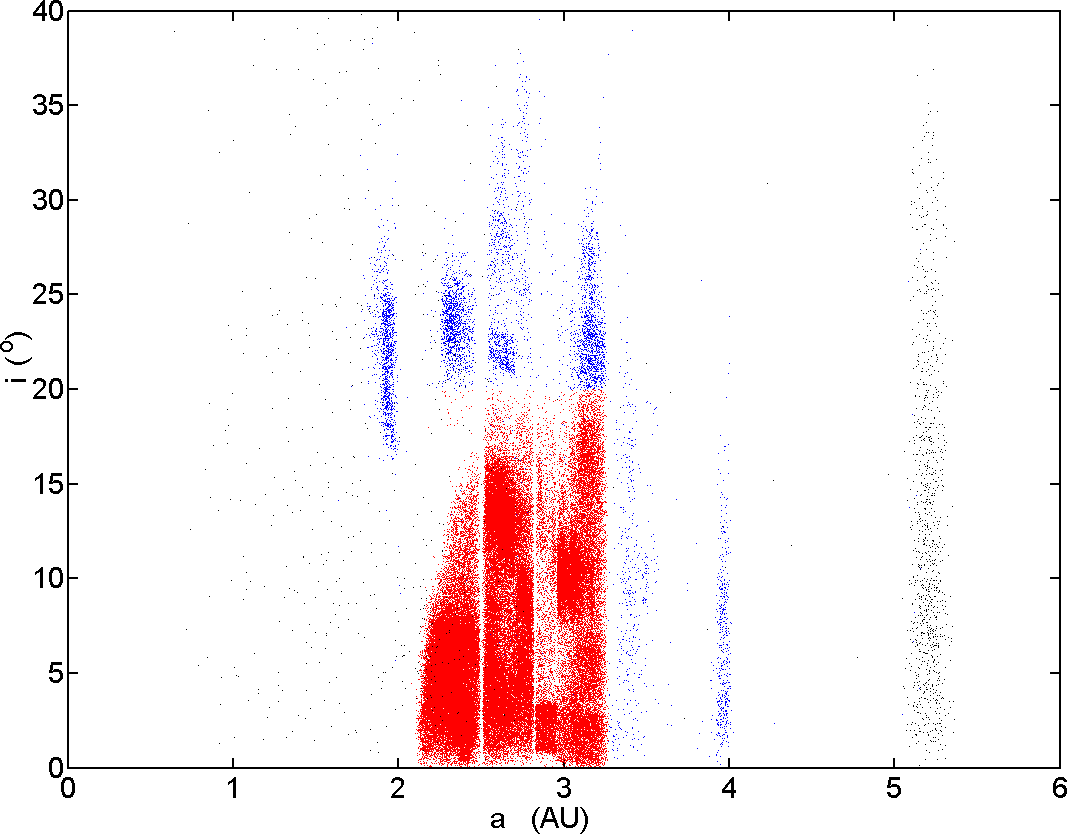
مجموعة الكويكبات إلى مدار كوكب المشتري. يظهر حزام الكويكبات باللون الأحمر

- عائلة هنغاريا بين 1.78 و 2.00 وحدة فلكية
- عائلة فوكاايا قطرها المداري المتوسط بين 2.25 و 2.5 وحدة فلكية، والانحراف أكبر من 0.1، والميل بين 18 ° و 32 °
- عائلة أليندا هي مجموعة من الكويكبات مع محور شبه رئيسي حوالي 2.5 وحدة فلكية، والانحراف المداري تقريبا ما بين 0.4 و 0.65. تحمل الاسم الكويكب أليندا (887)، الذي اكتشفه ماكس فولف في عام 1918.
- عائلة بالاس
- عائلة قريقوا
- كويكبات سيبيل
- كويكبات ثول
- طروادة مشترية هي مجموعة كبيرة من الكويكبات والتي تتشارك مع مدار المشتري حول الشمس. بالنسبة للمشتري يميس كل كويكب حول نقطة من نقطتي نقاط لاغرانج L4 أو L5 واللتان تقعان على انحراف 60 درجة أمام وخلف المشتري على التوالي. وتم تقسيم كويكبات طروادة إلى قسمين، القسم الأول يقع في النقطة L4 ويدعى المعسكر الإغريقي وأسماء هذه الكويكبات مشتقة من الأسماء الإغريقية حسب ملحمة الإلياذة. في حين الكويكبات الواقعة في النقطة L5 يدعى بمعسكر طروادة وأسماء هذه الكويكبات مشتقة من أسماء ابطال طروادة وفق الإلياذة. وتمتد هاتين المنطقتين حول نقطتي لاغرانج بنصف محور رئيسي يبلغ 5.2 وحدة فلكية.

أول كويكب اكتشف من هذه المجموعة كان أخيل 588.

## مجموعات خارج مدار كوكب المشتري
ويعتقد أن معظم الكواكب الصغيرة خارج مدار كوكب المشتري تتكون من الثلوج والمواد المتطايرة الأخرى. الكثير منها يشبه المذنبات
تختلف فقط في هذا الحضيض من مداراتها بعيدة جدا عن الشمس لإنتاج ذيل مثل المذنب.
- كويكبات داموكلودي
- القناطير نوع من الكواكب الصغيرة التي تملك مدارات غير مستقرة وتتشارك خصائص كل من الكويكبات والمذنبات. وتقع مدارات القناطير بين مداري كوكبي المشتري ونبتون[12]

## مجموعات خارج أو مع مدار نبتون
- طروادة نبتونية هي أجسام تدور في مدارات حول الشمس وتدور بالقرب من إحدى نقاط لاغرانج المستقرة لنبتون. وذلك يعني أن لديهم تقريبا الفترة المدارية نفسها لنبتون ويتبعون تقريبا المسار المداري نفسه.[13]
- الجرم وراء نبتوني هو مصطلح يُطلق على أي جرم في النظام الشمسي يقع مداره حول الشمس خلف مدار كوكب نبتون. وتنقسم هذه المنطقة من النظام الشمسي إلى ثلاثة أجزاء رئيسية: حزام كويبر والقرص المبعثر وسحابة أورط[14]
- حزام كايبر هو عبارة عن منطقة من النظام الشمسي تتكون من الأجسام المتجمدة والصخور، تمتد من عند كوكب نبتون (30 وحدة فلكية (و.ف) إلى ما يقارب 55 و.ف بعيدة عن الشمس.[15] وهو مشابه لحزام الكويكبات الواقع بين كوكبي المريخ والمشتري مع أنه أعرض منه بعشرين مرة وأضخم منه بما بين 20 و200 مرة.[16] وكما حزام الكويكبات، يتكون حزام كايبر بشكل أساسي من أجسام صغيرة أو بقايا من مراحل تكون النظام الشمسي الأولية